# Shahr-e Shīb
Shahr-e Shīb (persiska: شهر شیو, شهر شیب, Shahr-e Shīv) är en ort i Iran.   Den ligger i provinsen Hormozgan, i den sydöstra delen av landet, 1 200 km sydost om huvudstaden Teheran. Shahr-e Shīb ligger 879 meter över havet och antalet invånare är 209.
Terrängen runt Shahr-e Shīb är huvudsakligen kuperad, men åt sydost är den platt. Runt Shahr-e Shīb är det ganska glesbefolkat, med 25 invånare per kvadratkilometer. Närmaste större samhälle är Pātek, 4,3 km väster om Shahr-e Shīb. Trakten runt Shahr-e Shīb är ofruktbar med lite eller ingen växtlighet.